# 岡井千聖
岡井千聖（1994年6月21日—）日本藝人，主要活動為綜藝節目。埼玉縣出身，為UP-FRONT AGENCY旗下已解散偶像組合℃-ute的前成員。血型A型，身高150公分。於2020年4月30日宣布退出演藝圈。。

## 簡歷
- 2002年6月30日，參加Hello! Project Kids甄選，成為15位成員之一。

### 2005
- 6月11日，宣佈結成新團體℃-ute。

### 2007
- 2月21日，發行出道的首張單曲《櫻花乍現》。Oricon初登場第5名，是史上第一個出道就打進TOP5的女偶像團體。
- 11月26日，得到Best Hit歌謠祭2007 新人賞。
- 12月12日，℃-ute獲得第40屆日本有線大賞「有線音樂賞」。
- 12月30日，℃-ute獲得第49屆日本唱片大賞「最優秀新人獎」。
- 12月31日，第58回NHK紅白歌合戰中，℃-ute首次在紅白歌合戰演出。

### 2009
- 7月15日，發表了タンポポ以『タンポポ＃』的名義復活。
- 9月12日，發表新組合「アテナ&ロビケロッツ」結成。成員有新垣里沙、光井愛佳、中島早貴及岡井千聖。

### 2010
- 4月，在GREE開設部落格。
- 11月9日，在YouTube「℃-ute Official Channel」上第一次公開『踊ってみた』的影片[2]。
- 12月24日，發行第一本個人寫真集「千聖」。

### 2012
- 1月11日，播出與早安家族成員共演的電視劇『數學女子學園』，之中飾演的角色為－三田智子。
- 4月18日，發行第18單曲《你騎自行車 我坐火車回家》，為出道來創新高的單曲（46,096）。
- 9月5日，發行第19單曲《想見 想見 想見你》，再創出道來銷量新高（49,686），亦是連續兩單銷量4萬以上[3]。

### 2013
- 4月3日，發行第21單曲《Crazy 完美的大人》，為出道為止最高銷量，也是第一張破5萬的單曲（52,202）。同日，在池袋噴水廣場進行「Crazy 完全な大人」發賣紀念，由淳君發表9月10日（℃-uteの日），將首次踏上武道館舞台；7月5日，到巴黎作首次海外公演。

## 特徵
- 官方代表色為綠色
- 在成員裡的表現像是淘氣的小男孩。
- 與萩原舞非常要好。自己曾說過「要一直在一起」。兩人在搭配方面似乎也非常完美。
- 在2010年，拍攝一系列的『踊ってみた』短片，人氣大增，令她在℃-ute升格為主音。

## 出演

### TV
- 数学♥女子学園（2012年1月11日～3月28日、日本テレビ）- 三田智子 役。

### 映画
- 仔犬ダンの物語（2002年12月14日公開、東映）野村美奈 役。
- ほたるの星（2004年6月5日 - 2005年3月 山口県内のみ先行公開、角川映画）
- 王様ゲーム（2011年12月17日、BS-TBS）丸岡香織 役。

### 舞台劇
- 劇団ゲキハロ第2回公演 『寢る子はキュート』（2007年6月15日～24日、池袋サンシャイン劇場）
- 劇団ゲキハロ第4回公演 『攜帯小説家』（2008年10月17日～26日、池袋サンシャイン劇場）
- 劇団ゲキハロ第6回公演 『あたるも八卦!?』（2009年6月17日～21日、ル・テアトル銀座）熊野麻奈美 役。
- キューティー・ミュージカル「悪魔のつぶやき」（2010年10月13日～22日、全労済ホール/スペース･ゼロ）
- 『戦國自衛隊～女性自衛官死守セヨ』（2011年9月16日～25日、池袋サンシャイン劇場；9月30日～10月2日、大阪イオン化粧品シアターBRAVA!）
- 大人の麦茶 第十八杯目公演 『1974（イクナヨ）』（2011年12月14日～18日、新宿　紀伊國屋サザンシアター）
- 散歩道楽特別公演 ＶＯＬ.２『ストロンガー』（2012年3月14日～20日、六本木　俳優座劇場）
- 「さくらの花束」（2013年3月14日～2013年3月24日、池袋シアターグリーン）小山田芽以 役

### DVD
- Solo Live 2011 Vol.1 〜会社で踊ってみた!〜（2011年5月16日、アップフロントワークス）
- Solo Live 2011 Vol.2 〜半蔵門で踊ってみた!!〜（2011年6月20日、アップフロントワークス）
- ちっさー（2010年12月24日、アップフロントワークス）
- IMP. GIRL（2011年12月9日、アップフロントワークス）

## 寫真集
- 「千聖」（2010年12月24日、ワニブックス、撮影：樂滿直城），第一本個人寫真集。

## 所屬團體
- Hello! Project Kids（2002年～2005年）
- ℃-ute（2005年～）
- アテナ＆ロビケロッツ(2007年-2008年)
- Little Gatas 編號：19
- タンポポ＃（2009年～）

## 外部連結
- （日語） 官方網站個人資料